# OS X 10.11
OS X El Capitan (versie 10.11) is de twaalfde versie van OS X, Apples client- en serverbesturingssysteem voor Macintosh-computers.
El Capitan is de opvolger van OS X Yosemite (10.10) en werd op 8 juni 2015 aangekondigd op de WWDC en was beschikbaar als ontwikkelaars-bètaversie. El Capitan kwam als publieke bètaversie in de zomer van 2015 uit, en is verschenen op 30 september 2015 als gratis download in de Mac App Store. Net als OS X 10.10 is ook 10.11 gratis voor gebruikers van recente OS X-versies.
Versies van het besturingssysteem worden sinds OS X 10.9 vernoemd naar locaties in de Amerikaanse staat Californië. OS X 10.11 is vernoemd naar een 900 meter hoge berg, de El Capitan, in het Yosemite National Park, een groot en historisch belangrijk natuurreservaat in het Sierra Nevada-gebergte.
OS X El Capitan werd op 20 september 2016 opgevolgd door macOS Sierra.

## Nieuwe en aangepaste functies
De opvolger van Yosemite legt de focus op twee punten: ervaring en prestatie.

### Ervaring
- Nieuwe gebaren in apps, zoals vegen om berichten te verwijderen.
- Sites op Safari vastpinnen in de balk bovenaan en tonen welk tabblad geluid maakt.
- Slimmere Spotlight door herkenning van getypte zinnen en tonen van weer en sportresultaten.
- Mogelijkheid om twee applicatievensters naast elkaar te plaatsen.
- Verbeterde taalondersteuning

### Prestatie
Apple claimt de volgende snelheidsverbeteringen ten opzichte van OS X 10.10:
- Apps starten 1,4 keer sneller.
- Het wisselen tussen apps gaat 2 keer sneller.
- Een pdf-bestand openen in Voorvertoning gaat 4 keer sneller.
- Metal (een graphics-API) is nu ook beschikbaar onder OS X, waarmee applicaties direct toegang krijgen tot de grafische processor

### Nieuwe functies
Naast deze verbeteringen zijn er ook nieuwe noemenswaardige functies toegevoegd, zoals:
- San Francisco als nieuw systeemlettertype
- 'Zoek mijn Vrienden'-widget voor het berichtencentrum
- Apps van derden kunnen bewerkingsopties toevoegen aan Foto’s voor OS X
- Schud met de muis of veeg snel over het trackpad om de cursor tijdelijk groter te maken
- Het pad in Finder kan nu worden gekopieerd
- Automatisch verbergen van menubalk (net zoals het Dock)
- Herinnering en notities aanmaken via het deelmenu
- De Notities app is uitgebreid met lijsten, afbeeldingen en foto's
- Met AirPlay kan alleen een webvideo worden gedeeld
- Betere beveiliging door Rootless

## Systeemvereisten
Alle Mac-computers met ondersteuning voor Yosemite worden ook ondersteund door El Capitan.
De volgende modellen zijn compatibel met OS X El Capitan:
- iMac (midden 2007 of later)
- MacBook (Aluminium eind 2008 en begin 2009 of later)
- MacBook Pro (midden/eind 2007 of later)
- MacBook Air (eind 2008 of later)
- Mac Mini (begin 2009 of later)
- Mac Pro (begin 2008 of later)
- Xserve (begin 2009)

## Specifieke problemen
Het is gebleken dat Office 2011 en 2016 nog niet gereed waren voor El Capitan. Gebruikers hiervan ondervonden crashes en vastlopers.. Met de 10.11.1 build zouden deze problemen opgelost zijn, echter melden vele gebruikers dat ook deze versie de problemen nog niet volledig opgelost heeft.

## Versiegeschiedenis
| Versie  | Build  | Datum             | Opmerkingen |
| ------- | ------ | ----------------- | --- |
| 10.11   | 15A284 | 30 september 2015 | Eerste officiële versie |
| 10.11.1 | 15B42  | 21 oktober 2015   | Betere Office 2016 compatibiliteit, voegt meer dan 150 nieuwe emoji-tekens toe, verbetering voor Mail en plug-ins voor audio-eenheden.                                                                              |
| 10.11.2 | 15C50  | 8 december 2015   | Verbetering van Wi-Fi, Handoff en AirDrop, verhelpt een probleem met Bluetooth-apparaten, oplossingen voor Mail, verbetert iCloud-fotodeling.                                                                       |
| 10.11.3 | 15D21  | 20 januari 2016   | Een probleem met geheugenbeschadiging bestond in het parseren van schijfkopieën. Dit probleem werd verholpen door een verbeterde afhandeling van het geheugen.                                                      |
| 10.11.4 | 15E65  | 21 maart 2016     | Voegt verbeteringen in Notities en Safari toe, ondersteuning voor het delen van Live Photos, het opslaan van pdf-bestanden in iCloud. Verder zijn er problemen verholpen met USB-audio-apparaten en USB-C-adapters. |
| 10.11.5 | 15F34  | 16 mei 2016       | Lost problemen op met Spotlight, configuratieprofielen, en NetBoot schijfkopieën. |
| 10.11.6 | 15G31  | 18 juli 2016      | Lost problemen op met accounts waarvoor ouderlijk toezicht is ingeschakeld, en een probleem dat voorkomt dat bepaalde netwerkapparaten toegang hebben tot SMB-delingspunten.                                        |